# Großer Preis von Spanien 1974
Der Große Preis von Spanien 1974 (offiziell XX Gran Premio de España) fand am 28. April auf dem Circuito Permanente del Jarama in der Nähe von Madrid statt und war das vierte Rennen der Automobil-Weltmeisterschaft 1974.

## Berichte

### Hintergrund
Während der vierwöchigen Pause zwischen dem Großen Preis von Südafrika und dem nächsten WM-Lauf in Spanien hatte James Hunt die Fachwelt mit einem Sieg bei der nicht zur Weltmeisterschaft zählenden BRDC International Trophy in Silverstone überrascht.
Zusätzlich zu den in der bisherigen Saison üblichen Teilnehmern wurden zwei neue Teams für den Großen Preis von Spanien angemeldet. Zum einen war dies Chris Amon, der erstmals mit eigenem Fahrzeug unter dem Teamnamen Chris Amon Racing antrat und zum anderen das Team Trojan, das mit Unterstützung von Ron Tauranac entstanden war und mit Tim Schenken als Fahrer gemeldet wurde. Tyrrell meldete erstmals ein Exemplar des neuen Modells 007 für Jody Scheckter.
Bei Shadow wurde Brian Redman als Ersatz für den tödlich verunglückten Peter Revson verpflichtet. Brabham-Chef Bernie Ecclestone entschloss sich, den Paydriver Richard Robarts durch den zahlungskräftigeren Rikky von Opel zu ersetzen. Dadurch verlor das Team Ensign Racing seinen zum damaligen Zeitpunkt einzigen Fahrer und trat demzufolge nicht an.

### Training
Niki Lauda sicherte sich zum zweiten Mal in Folge die Pole-Position, indem er samstags die während des Freitagstrainings von Ronnie Peterson aufgestellte Bestzeit um lediglich drei Hundertstelsekunden unterbot. Sein Teamkollege, der in der Weltmeisterschaft führende Clay Regazzoni, qualifizierte sich für den dritten Startplatz vor McLaren-Pilot Emerson Fittipaldi. Die dritte Reihe teilte sich Jacky Ickx mit Carlos Reutemann.
Das Training wurde von einem schweren Unfall des Italieners Vittorio Brambilla überschattet, den dieser zwar unverletzt überstand, auf die Teilnahme am Rennen jedoch verzichten musste.

### Rennen
Regen am Renntag verursachte eine starke Gischtentwicklung hinter den Fahrzeugen, sodass zu Beginn des Rennens lediglich der Führende Peterson freie Sicht hatte. Die Reihenfolge der Verfolger Lauda, Regazzoni, Ickx und Fittipaldi blieb zu Beginn für mehrere Runden identisch, wobei Fittipaldi Probleme mit Fehlzündungen hatte, deren Auswirkungen sich allerdings erst bemerkbar machten, als Scheckter ihn in der elften Runde auf abtrocknender Strecke nahezu kampflos überholte.
Wenig später steuerten einige Fahrer ihre Boxen an, um auf Trockenreifen zu wechseln. Kurz darauf fiel Ickx aufgrund eines Bremsdefektes aus, der durch ein unzureichend befestigtes Rad ausgelöst worden war. Auch sein Teamkollege Peterson musste wegen eines technischen Defektes aufgeben, sodass man beim Team Lotus den zweiten Totalausfall in Folge zu verzeichnen hatte.
Infolgedessen führte Niki Lauda vor Clay Regazzoni, Hans-Joachim Stuck und Arturo Merzario. Dieser verunfallte in der 38. Runde schwer, wobei er mit seinem Wagen jenseits der Barrieren unmittelbar neben einer Gruppe Fotografen landete. Nur durch Glück kam dabei niemand zu Schaden.
Sechs Runden vor dem geplanten Ende wurde das Rennen nach Ablauf von zwei Stunden abgebrochen. Lauda erzielte seinen ersten Grand-Prix-Sieg, der durch Regazzoni zu einem Ferrari-Doppelsieg aufgewertet wurde. Stuck, der eine starke Leistung zeigte und lange auf Podestkurs gefahren war, wurde im letzten Drittel des Rennens von Fittipaldi überholt.

## Meldeliste
| Team                            | Nr. | Fahrer               | Chassis           | Motor                    | Reifen |
| ------------------------------- | --- | -------------------- | ----------------- | ------------------------ | ------ |
| John Player Team Lotus          | 01  | Ronnie Peterson      | Lotus 76          | Ford Cosworth DFV 3.0 V8 | G      |
| John Player Team Lotus          | 02  | Jacky Ickx           | Lotus 76          | Ford Cosworth DFV 3.0 V8 | G      |
| Elf Team Tyrrell                | 03  | Jody Scheckter       | Tyrrell 007       | Ford Cosworth DFV 3.0 V8 | G      |
| Elf Team Tyrrell                | 04  | Patrick Depailler    | Tyrrell 006       | Ford Cosworth DFV 3.0 V8 | G      |
| Marlboro Team Texaco            | 05  | Emerson Fittipaldi   | McLaren M23       | Ford Cosworth DFV 3.0 V8 | G      |
| Marlboro Team Texaco            | 06  | Denis Hulme          | McLaren M23       | Ford Cosworth DFV 3.0 V8 | G      |
| Yardley Team McLaren            | 33  | Mike Hailwood        | McLaren M23       | Ford Cosworth DFV 3.0 V8 | G      |
| Motor Racing Developments       | 07  | Carlos Reutemann     | Brabham BT44      | Ford Cosworth DFV 3.0 V8 | G      |
| Motor Racing Developments       | 08  | Rikky von Opel       | Brabham BT44      | Ford Cosworth DFV 3.0 V8 | G      |
| March Engineering               | 09  | Hans-Joachim Stuck   | March 741         | Ford Cosworth DFV 3.0 V8 | G      |
| March Engineering               | 10  | Vittorio Brambilla   | March 741         | Ford Cosworth DFV 3.0 V8 | G      |
| Scuderia Ferrari SpA SEFAC      | 11  | Clay Regazzoni       | Ferrari 312B3     | Ferrari 001/11 3.0 F12   | G      |
| Scuderia Ferrari SpA SEFAC      | 12  | Niki Lauda           | Ferrari 312B3     | Ferrari 001/11 3.0 F12   | G      |
| Team Motul B.R.M.               | 14  | Jean-Pierre Beltoise | BRM P201          | BRM P200 3.0 V12         | F      |
| Team Motul B.R.M.               | 15  | Henri Pescarolo      | BRM P160E         | BRM P142 3.0 V12         | F      |
| Team Motul B.R.M.               | 37  | François Migault     | BRM P160E         | BRM P142 3.0 V12         | F      |
| UOP Shadow Racing Team          | 16  | Brian Redman         | Shadow DN3        | Ford Cosworth DFV 3.0 V8 | G      |
| UOP Shadow Racing Team          | 17  | Jean-Pierre Jarier   | Shadow DN3        | Ford Cosworth DFV 3.0 V8 | G      |
| Bang & Olufsen Team Surtees     | 18  | Carlos Pace          | Surtees TS16      | Ford Cosworth DFV 3.0 V8 | F      |
| Bang & Olufsen Team Surtees     | 19  | Jochen Mass          | Surtees TS16      | Ford Cosworth DFV 3.0 V8 | F      |
| Frank Williams Racing Cars      | 20  | Arturo Merzario      | Iso-Marlboro FW03 | Ford Cosworth DFV 3.0 V8 | F      |
| Frank Williams Racing Cars      | 21  | Tom Belsø            | Iso-Marlboro FW02 | Ford Cosworth DFV 3.0 V8 | F      |
| Trojan Tauranac Racing          | 23  | Tim Schenken         | Trojan T103       | Ford Cosworth DFV 3.0 V8 | F      |
| Hesketh Racing                  | 24  | James Hunt           | Hesketh 308       | Ford Cosworth DFV 3.0 V8 | F      |
| Embassy Racing with Graham Hill | 26  | Graham Hill          | Lola T370         | Ford Cosworth DFV 3.0 V8 | F      |
| Embassy Racing with Graham Hill | 27  | Guy Edwards          | Lola T370         | Ford Cosworth DFV 3.0 V8 | F      |
| John Goldie Racing with Hexagon | 28  | John Watson          | Brabham BT42      | Ford Cosworth DFV 3.0 V8 | F      |
| Chris Amon Racing               | 30  | Chris Amon           | Amon AF101        | Ford Cosworth DFV 3.0 V8 | F      |

## Klassifikationen

### Startaufstellung
| Pos. | Fahrer               | Konstrukteur | Zeit    | Ø-Geschwindigkeit | Start |
| ---- | -------------------- | ------------ | ------- | ----------------- | ----- |
| 01   | Niki Lauda           | Ferrari      | 1:18,44 | 156,226 km/h      | 01    |
| 02   | Ronnie Peterson      | Lotus-Ford   | 1:18,47 | 156,167 km/h      | 02    |
| 03   | Clay Regazzoni       | Ferrari      | 1:18,78 | 155,552 km/h      | 03    |
| 04   | Emerson Fittipaldi   | McLaren-Ford | 1:19,25 | 154,630 km/h      | 04    |
| 05   | Jacky Ickx           | Lotus-Ford   | 1:19,28 | 154,571 km/h      | 05    |
| 06   | Carlos Reutemann     | Brabham-Ford | 1:19,37 | 154,396 km/h      | 06    |
| 07   | Arturo Merzario      | Iso-Ford     | 1:19,54 | 154,066 km/h      | 07    |
| 08   | Denis Hulme          | McLaren-Ford | 1:19,66 | 153,834 km/h      | 08    |
| 09   | Vittorio Brambilla   | March-Ford   | 1:19,81 | 153,545 km/h      | DNS   |
| 10   | Jody Scheckter       | Tyrrell-Ford | 1:19,86 | 153,449 km/h      | 09    |
| 11   | James Hunt           | Hesketh-Ford | 1:19,87 | 153,429 km/h      | 10    |
| 12   | Jean-Pierre Beltoise | B.R.M.       | 1:20,03 | 153,123 km/h      | 11    |
| 13   | Jean-Pierre Jarier   | Shadow-Ford  | 1:20,20 | 152,798 km/h      | 12    |
| 14   | Hans-Joachim Stuck   | March-Ford   | 1:20,46 | 152,304 km/h      | 13    |
| 15   | Carlos Pace          | Surtees-Ford | 1:20,52 | 152,191 km/h      | 14    |
| 16   | John Watson          | Brabham-Ford | 1:20,54 | 152,153 km/h      | 15    |
| 17   | Patrick Depailler    | Tyrrell-Ford | 1:20,65 | 151,945 km/h      | 16    |
| 18   | Mike Hailwood        | McLaren-Ford | 1:20,65 | 151,945 km/h      | 17    |
| 19   | Jochen Mass          | Surtees-Ford | 1:20,80 | 151,663 km/h      | 18    |
| 20   | Graham Hill          | Lola-Ford    | 1:20,99 | 151,308 km/h      | 19    |
| 21   | Henri Pescarolo      | B.R.M.       | 1:21,32 | 150,694 km/h      | 20    |
| 22   | Brian Redman         | Shadow-Ford  | 1:21,35 | 150,638 km/h      | 21    |
| 23   | François Migault     | B.R.M.       | 1:21,43 | 150,490 km/h      | 22    |
| 24   | Chris Amon           | Amon-Ford    | 1:21,79 | 149,828 km/h      | 23    |
| 25   | Rikky von Opel       | Brabham-Ford | 1:21,85 | 149,718 km/h      | 24    |
| 26   | Tim Schenken         | Trojan-Ford  | 1:21,89 | 149,645 km/h      | 25    |
| DNQ  | Guy Edwards          | Lola-Ford    | 1:21,96 | 149,517 km/h      | –     |
| DNQ  | Tom Belsø            | Iso-Ford     | 1:22,09 | 149,280 km/h      | –     |

### Rennen
| Pos. | Fahrer               | Konstrukteur | Runden | Stopps | Zeit       | Start | Schnellste Runde |
| ---- | -------------------- | ------------ | ------ | ------ | ---------- | ----- | ---------------- |
| 01   | Niki Lauda           | Ferrari      | 84     | 1      | 2:00:29,56 | 01    | 1:20,83          |
| 02   | Clay Regazzoni       | Ferrari      | 84     | 1      | + 35,61    | 03    | 1:21,18          |
| 03   | Emerson Fittipaldi   | McLaren-Ford | 83     | 1      | + 1 Runde  | 04    | 1:21,23          |
| 04   | Hans-Joachim Stuck   | March-Ford   | 82     | 1      | + 2 Runden | 13    | 1:22,49          |
| 05   | Jody Scheckter       | Tyrrell-Ford | 82     | 1      | + 2 Runden | 09    | 1:21,47          |
| 06   | Denis Hulme          | McLaren-Ford | 82     | 1      | + 2 Runden | 08    | 1:21,54          |
| 07   | Brian Redman         | Shadow-Ford  | 81     | 0      | + 3 Runden | 21    | 1:22,91          |
| 08   | Patrick Depailler    | Tyrrell-Ford | 81     | 0      | + 3 Runden | 16    | 1:22,80          |
| 09   | Mike Hailwood        | McLaren-Ford | 81     | 0      | + 3 Runden | 17    | 1:21,73          |
| 10   | James Hunt           | Hesketh-Ford | 81     | 0      | + 3 Runden | 10    | 1:22,79          |
| 11   | John Watson          | Brabham-Ford | 80     | 0      | + 4 Runden | 15    | 1:23,21          |
| 12   | Henri Pescarolo      | B.R.M.       | 80     | 0      | + 4 Runden | 20    | 1:24,05          |
| 13   | Carlos Pace          | Surtees-Ford | 78     | 0      | + 6 Runden | 14    | 1:23,49          |
| 14   | Tim Schenken         | Trojan-Ford  | 76     | 1      | DNF        | 25    | 1:23,85          |
| –    | Jean-Pierre Jarier   | Shadow-Ford  | 73     | 2      | NC         | 12    | 1:22,90          |
| –    | Graham Hill          | Lola-Ford    | 43     | 0      | DNF        | 19    | 1:23,77          |
| –    | Arturo Merzario      | Iso-Ford     | 37     | 0      | DNF        | 07    | 1:22,28          |
| –    | Jochen Mass          | Surtees-Ford | 35     | 0      | DNF        | 18    | 1:23,96          |
| –    | François Migault     | B.R.M.       | 27     | 0      | DNF        | 22    | 1:27,18          |
| –    | Jacky Ickx           | Lotus-Ford   | 26     | 1      | DNF        | 05    | 1:32,66          |
| –    | Ronnie Peterson      | Lotus-Ford   | 23     | 1      | DNF        | 02    | 1:29,17          |
| –    | Chris Amon           | Amon-Ford    | 22     | 0      | DNF        | 23    | 1:31,00          |
| –    | Rikky von Opel       | Brabham-Ford | 14     | 0      | DNF        | 24    | 1:32,99          |
| –    | Carlos Reutemann     | Brabham-Ford | 12     | 1      | DNF        | 06    | 1:35,76          |
| –    | Jean-Pierre Beltoise | B.R.M.       | 02     | 0      | DNF        | 11    | 1:48,12          |

## WM-Stände nach dem Rennen
Die ersten sechs des Rennens bekamen 9, 6, 4, 3, 2 bzw. 1 Punkt(e). In der Konstrukteurswertung zählten nur die Punkte des bestplatzierten Fahrers eines Teams. Es zählten nur die besten sieben Ergebnisse aus den ersten acht Rennen und die besten sechs aus den letzten sieben Rennen.

### Fahrerwertung
| Pos. | Fahrer               | Konstrukteur              | Punkte |
| ---- | -------------------- | ------------------------- | ------ |
| 01   | Clay Regazzoni       | Ferrari                   | 16     |
| 02   | Niki Lauda           | Ferrari                   | 15     |
| 03   | Emerson Fittipaldi   | McLaren-Ford              | 13     |
| 04   | Denis Hulme          | McLaren-Ford              | 10     |
| 05   | Carlos Reutemann     | Brabham-Ford              | 9      |
| 06   | Mike Hailwood        | McLaren-Ford              | 9      |
| 07   | Jean-Pierre Beltoise | B.R.M.                    | 8      |
| 08   | Hans-Joachim Stuck   | March-Ford                | 5      |
| 09   | Jacky Ickx           | Lotus-Ford                | 4      |
| 10   | Patrick Depailler    | Tyrrell-Ford              | 4      |
| 11   | Carlos Pace          | Surtees-Ford              | 3      |
| 12   | Jody Scheckter       | Tyrrell-Ford              | 2      |
| 13   | Ronnie Peterson      | Lotus-Ford                | 1      |
| 14   | Arturo Merzario      | Iso-Ford                  | 1      |
| 15   | Brian Redman         | Shadow-Ford               | 0      |
| 16   | Howden Ganley        | March-Ford                | 0      |
| 17   | Henri Pescarolo      | B.R.M.                    | 0      |
| 18   | James Hunt           | March-Ford / Hesketh-Ford | 0      |

| Pos. | Fahrer             | Konstrukteur | Punkte |
| ---- | ------------------ | ------------ | ------ |
| 19   | Vittorio Brambilla | March-Ford   | 0      |
| 20   | Guy Edwards        | Lola-Ford    | 0      |
| 21   | John Watson        | Brabham-Ford | 0      |
| 22   | Graham Hill        | Lola-Ford    | 0      |
| 23   | Ian Scheckter      | Lotus-Ford   | 0      |
| 24   | Eddie Keizan       | Tyrrell-Ford | 0      |
| 25   | Tim Schenken       | Trojan-Ford  | 0      |
| 26   | Richard Robarts    | Brabham-Ford | 0      |
| 27   | François Migault   | B.R.M.       | 0      |
| 28   | Jochen Mass        | Surtees-Ford | 0      |
| 29   | Dave Charlton      | McLaren-Ford | 0      |
| –    | Jean-Pierre Jarier | Shadow-Ford  | 0      |
| –    | Peter Revson †     | Shadow-Ford  | 0      |
| –    | Paddy Driver       | Lotus-Ford   | 0      |
| –    | Tom Belsø          | Iso-Ford     | 0      |
| –    | Chris Amon         | Amon-Ford    | 0      |
| –    | Rikky von Opel     | Brabham-Ford | 0      |

### Konstrukteurswertung
| Pos. | Konstrukteur | Punkte |
| ---- | ------------ | ------ |
| 01   | McLaren-Ford | 26     |
| 02   | Ferrari      | 21     |
| 03   | Brabham-Ford | 9      |
| 04   | B.R.M.       | 8      |
| 05   | Tyrrell-Ford | 6      |
| 06   | March-Ford   | 5      |
| 07   | Lotus-Ford   | 4      |
| 08   | Surtees-Ford | 3      |

| Pos. | Konstrukteur | Punkte |
| ---- | ------------ | ------ |
| 09   | Iso-Ford     | 1      |
| 10   | Shadow-Ford  | 0      |
| 11   | Lola-Ford    | 0      |
| 12   | Hesketh-Ford | 0      |
| 13   | Trojan-Ford  | 0      |
| –    | Ensign-Ford  | 0      |
| –    | Amon-Ford    | 0      |